# Bradley Roby
Bradley Roby (* 1. Mai 1992 in Fort Worth, Texas) ist ein US-amerikanischer American-Football-Spieler auf der Position des Cornerbacks. Er spielte zuletzt bei den Philadelphia Eagles in der National Football League (NFL).

## Frühe Jahre
Roby ging auf die Highschool in Suwanee, Georgia. Später, von 2010 bis 2013, besuchte er die Ohio State University. In seinen drei Jahren auf dem College absolvierte er alle 37 Spiele als Starter, ihm gelangen 179 Tackles, acht Interceptions und 44 verhinderte Pässe. Am 20. November 2013 gab er bekannt, dass er frühzeitig das College verlassen wolle, um am NFL-Draft 2014 teilzunehmen.

## NFL
Im NFL-Draft 2014 wurde Roby in der ersten Runde an 31. Stelle von den Denver Broncos ausgewählt. Am ersten Spieltag seiner ersten NFL-Saison brachte er es auf sieben Tackles und einer spielentscheidenden Passverhinderung bei einem vierten Down-Versuch gegen die Indianapolis Colts (Endergebnis: 24:31). Er spielte alle 16 Spiele in seiner Rookie-Saison. Am zweiten Spieltag der Saison 2015 trug er einen Fumble in die gegnerische Endzone für einen Touchdown beim 31:24-Sieg gegen die Kansas City Chiefs. Im American-Football-Conference-Championship-Spiel gegen die New England Patriots fing er einen Passversuch von Tom Brady in der eigenen Endzone (Interception), wodurch die Broncos das Spiel gewannen und sich für den Super Bowl 50 qualifizierten. Auch dieser wurde gegen die Carolina Panthers mit 24:10 gewonnen. Roby gelangen zwei Tackles, und er verhinderte 3 Pässe in diesem Spiel.
Nach dem Auslaufen seines Vertrages entließen die Broncos Roby in die Free Agency. Am 14. März 2019 verpflichteten ihn die Houston Texans.
2020 wurde Roby wegen Dopings für sechs Spiele gesperrt. Am 9. September 2021 gaben die Texans Roby im Austausch gegen einen Drittrundenpick an die New Orleans Saints ab. Dabei übernahm Houston den Großteil von Robys Gehalt für 2021. Vor Beginn der Saison 2023 wurde Roby von den Saints entlassen. Am 4. Oktober 2023 nahmen die Philadelphia Eagles Roby zunächst für ihren Practice Squad unter Vertrag. Er kam in neun Spielen zum Einsatz.